# Sarah Pinsker
Sarah Pinsker (ur. 8 kwietnia 1977 w Nowym Jorku) – amerykańska pisarka fantastyczna, a także piosenkarka. Laureatka nagród: Nebula, Hugo, Dicka oraz Sturgeona, jej utwory były wielokrotnie nominowane do tych i innych nagród (m.in. dziewięciokrotnie do Nebuli).

## Życiorys
Urodziła się w rodzinie nowojorskiego rabina. W dzieciństwie mieszkała w kilku miejscowościach w Stanach Zjednoczonych, m.in. w stanach Illinois i Teksas. Gdy miała 14 lat jej rodzina osiedliła się w Toronto w Kanadzie. Wróciła do USA, aby uczęszczać do college’u. Oprócz pisania beletrystyki jest również piosenkarką i autorką tekstów, ma na swoim koncie kilka albumów wydanych przez niezależne wytwórnie, w tym nagrany razem z zespołem Stalking Horses. Jako wolontariusz pełni funkcję dyrektora generalnego Science Fiction and Fantasy Writers of America i jest współprowadzącą cykliczny program Dangerous Voices Variety Hour w ramach Baltimore Science Fiction Society.
Pisuje od dziecka, wśród inspiracji wymienia pisarki takie, jak: Ursula K. Le Guin, Kate Wilhelm, Karen Joy Fowler, Kelly Link, Kij Johnson i Octavia E. Butler.
Obecnie mieszka wraz z żoną w Baltimore w stanie Maryland, gdzie zarządza dotacjami dla organizacji non-profit.

## Twórczość
Zadebiutowała w 2012 krótką formą 20 Ways the Desert Could Kill You. Drugi utwór, In Joy, Knowing the Abyss Behind zdobył nagrodę Sturgerona i nominację do Nebuli. W 2015 zdobyła pierwszą Nebulę za Our Lady of the Open Road. W 2019 ukazała się jej debiutancka powieść A Song for a New Day, która zdobyła Nebulę w 2019.

### Powieści
- A Song for a New Day (2019)
- We Are Satellites (2021)

### Zbiór krótkich form
- Sooner or Later Everything Falls into the Sea (2019)

## Nagrody
- In Joy, Knowing the Abyss Behind (nowela) – Theodore Sturgeon Award 2014
- Our Lady of the Open Road (nowela) – Nebula 2016
- Sooner or Later Everything Falls into the Sea (zbiór krótkich form) – Nagroda im. Philipa K. Dicka 2019
- A Song for a New Day (powieść) – Nebula 2019
- Two Truths and a Lie (nowela) – Nebula 2021 i Hugo 2021
- Where Oaken Hearts Do Gather (miniatura literacka) – Nebula 2022